# Abdullah Mehsud

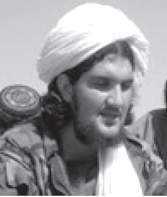
Abdullah Mehsud.

Abdullah Mehsud, właściwie Nur Alam (ur. ok. 1978, zm. 24 lipca 2007)  – pasztuński terrorysta, islamski radykał, lider protalibańskiej grupy w Pakistanie
Był uczniem pakistańskiej szkoły koranicznej. W latach 90. XX wieku opowiedział się po stronie afgańskich talibów i w ich szeregach uczestniczył w przejęciu władzy nad krajem. Podczas interwencji wojsk amerykańskich w Afganistanie w 2001 r., stracił nogę w walce i dostał się do niewoli. Przez 25 miesięcy był przetrzymywany w amerykańskiej bazie wojskowej w Guantanamo na Kubie, po czym został zwolniony z grupą 25 więźniów uznanych za niegroźnych.
Po powrocie do Pakistanu został ogłoszony przez środowiska islamskich radykałów bohaterem walki z amerykańskim imperializmem, samemu wypowiadając świętą wojnę prezydentowi kraju – Pervezowi Musharrafowi. W 2004 r., dowodził porwaniem dwóch chińskich inżynierów Wang Enda i Wang Penga, zatrudnionych przy budowie tamy na pograniczu z Afganistanem. W zamian za ich uwolnienie zażądał zwolnienia bojowników islamskich aresztowanych przez pakistańską armię w Południowym Waziristanie. Według relacji osobiście zabił jednego z zakładników, drugi został odbity podczas akcji zorganizowanej przez pakistańskie wojsko, Mehsudowi jednak udało się zbiec.
Zginął we wtorek 24 lipca 2007 r., podczas obławy armii pakistańskiej w okręgu Dżob w południowo-zachodnim Beludżystanie. Według informacji podanych przez policję, terrorysta ukrywał się z grupą swoich współpracowników w domu lokalnego przywódcy jednej z islamskich partii. Mehsud zdetonował trzymany w ręce granat w wyniku czego zginął na miejscu.